# Thismia taiwanensis
Thismia taiwanensis là một loài thực vật có hoa trong họ Burmanniaceae. Loài này được Sheng Z.Yang, R.M.K.Saunders & C.J.Hsu mô tả khoa học đầu tiên năm 2002.